# ميجور ريتشي
ميجور ريتشي (بالإنجليزية: Major Ritchie)‏ مواليد 18 أكتوبر 1870 في وستمنستر - الوفاة 28 فبراير 1955 في ميدلسكس، إنجلترا، كان لاعب كرة مضرب إنجليزي وكان يلعب باليد اليمنى. كما أنه أحد أبطال الجراند سلام. أعلى تصنيف له في الفردي كان المركز الـ 8 في سنة 1905. سبق أن شارك في دورة الألعاب الأولمبية الصيفية.

## بطولات حققها
- بطولة ويمبلدون

## النهائيات

### الفردي (الوصافة 1)
| الحصيلة | السنة | البطولة  | الأرضية | المنافس  | النتيجة                 |
| ------- | ----- | -------- | ------- | -------- | ----------------------- |
| الوصافة | 1909  | ويمبلدون | عشبية   | آرثر غور | 8–6, 6–1, 2–6, 2–6, 2–6 |

### الزوجي (الألقاب 2)
| الحصيلة | السنة | البطولة  | الأرضية | الشريك         | المنافس                   | النتيجة            |
| ------- | ----- | -------- | ------- | -------------- | ------------------------- | ------------------ |
| الفوز   | 1908  | ويمبلدون | عشبية   | أنتوني ويلدينغ | آرثر غور هربرت روبر باريت | 6–1, 6–2, 1–6, 9–7 |
| الفوز   | 1910  | ويمبلدون | عشبية   | أنتوني ويلدينغ | آرثر غور هربرت روبر باريت | 6–1, 6–1, 6–2      |

## الميداليات
| الميدالية | المسابقة                       |
| --------- | ------------------------------ |
| ذهبية     | الألعاب الأولمبية الصيفية 1908 |
| فضية      | الألعاب الأولمبية الصيفية 1908 |
| برونزية   | الألعاب الأولمبية الصيفية 1908 |

## روابط خارجية
- ميجور ريتشي على موقع رابطة محترفي التنس (الإنجليزية)
- ميجور ريتشي على موقع الاتحاد الدولي لكرة المضرب (الإنجليزية)
- ميجور ريتشي على موقع كأس ديفيز (الإنجليزية)
- ميجور ريتشي على موقع خلاصة التنس.كوم (الإنجليزية)
- ميجور ريتشي على موقع اللجنة الأولمبية الدولية (الإنجليزية)
- ميجور ريتشي على موقع أوليمبيديا (الإنجليزية)